# Nebriosoma
Nebriosoma is een geslacht van kevers uit de familie van de loopkevers (Carabidae). De wetenschappelijke naam van het geslacht is voor het eerst geldig gepubliceerd in 1867 door Castelnau.

## Soorten
Het geslacht Nebriosoma is monotypisch en omvat slechts de volgende soort:
- Nebriosoma fallax Castelnau, 1867